# Forza e coraggio
Forza e coraggio è un singolo della cantante italiana Alessandra Amoroso, pubblicato il 29 marzo 2019 come quarto estratto dal sesto album in studio 10.

## Descrizione
Il brano, scritto da Daniele Magro (cantautore)e prodotto da Daddy's Groove, è un manifesto del modo di pensare della cantante, che ha dichiarato:
(Alessandra Amoroso)
La cantante ha inoltre dedicato la canzone alle vittime del bullismo e discriminazione, a seguito di una lettere inviatale da un fan, letta nel corso dell'esibizione della cantante al Forum di Assago.

## Video musicale
Il video musicale, diretto dagli YouNuts! (Antonio Usbergo e Niccolò Celaia), è stato pubblicato in concomitanza all'uscita del brano attraverso il canale YouTube della cantante.

## Tracce
Testi di Daniele Magro (cantautore), musiche di Daniele Magro (cantautore) prod. Daddy's Groove.
1. Forza e coraggio – 3:32